# Бурджо
Бурджо (італ. Burgio, сиц. Burgiu) — муніципалітет в Італії, у регіоні Сицилія,  провінція Агрідженто.
Бурджо розташоване на відстані близько 490 км на південь від Рима, 60 км на південь від Палермо, 45 км на північний захід від Агрідженто.
Населення — 2708 осіб (2014).
Щорічний фестиваль відбувається 17 січня. Покровителі — святий Антоній Великий.

## Демографія
Населення за роками:

Станом на 1 січня 2023 року в муніципалітеті офіційно проживало 86 іноземців з 8 країн, серед них 74 громадяни країн Євросоюзу.

## Сусідні муніципалітети
- Кальтабеллотта
- К'юза-Склафані
- Лукка-Сікула
- Палаццо-Адріано
- Віллафранка-Сікула